# Markaryd (commune)
La commune de Markaryd est une commune suédoise du comté de Kronoberg. 9 636 personnes y vivent. Son siège se situe à Markaryd.

## Localités principales
- Hinneryd
- Markaryd
- Råstorp
- Strömsnäsbruk
- Timsfors
- Traryd
- Vivljunga